# Брюс, Яков Вилимович
Граф (1721 год) Я́ков Ви́лимович Брюс, при рождении Джеймс Дэниэл Брюс (англ. James Daniel Bruce, 1 (11) мая 1669, Москва — 19 (30) апреля 1735, усадьба Глинки, Московская провинция) — русский государственный деятель, военачальник, дипломат, инженер и учёный, один из ближайших сподвижников Петра I.
Генерал-фельдцейхмейстер (1711 год), генерал-фельдмаршал (1726 год), реформатор русской артиллерии. Руководитель первого в России артиллерийского, инженерного и морского училища. В московских преданиях за ним прочно закрепилась репутация чернокнижника, мага, «колдуна с Сухаревой башни» и первого русского масона.

## Биография

### Ранние годы
Представитель знатного шотландского рода Брюсов, двое представителей которого были королями Шотландии, младший брат Романа Вилимовича Брюса, первого обер-коменданта Санкт-Петербурга. Предки Я. Брюса с 1647 года жили в России. Его отец командовал полком и вступил в русскую службу при царе Алексее Михайловиче. 
Получив дома в Немецкой слободе прекрасное для того времени образование, Брюс рано пристрастился к математическим и естественным наукам, которыми не переставал заниматься всю жизнь. Записанный вместе с братом в царские потешные войска в 1683 году, Я. Брюс начавши службу бомбардиром, был в 1687 году произведён в прапорщики и участвовал в походе князя Голицына в Крым, после чего был награждён небольшим поместьем. В 1689 году, после второго крымского похода, Брюс снова получил в награду поместье и деньги.
В то время как юный царь укрывался в стенах Троицкого монастыря от людей Шакловитого, Брюс как прежний потешный находился при царе и был за то опять награждён. Участвуя в кожуховском походе 1694 г., Брюс уже был поручиком 2-го рейтарского полка армии князя Ромодановского.
В 1695 г. он был произведён в капитаны и состоял за инженера в первом походе на Азов. В 1696 г. Брюс (тогда капитан девятой флотской роты) отплыл с Лефортом из Воронежа снова к Азову и во время пути составил карту от Москвы до Малой Азии, напечатанную потом в Амстердаме у Тессинга. За эту работу Брюс был пожалован чином полковника.

### Поездка в Европу
Брюс сопровождал Петра в его заграничном путешествии 1697 г. и, исполняя различные его поручения в Англии, занимался там математикой под руководством английских учёных. Из России он выехал позднее царя, 19 декабря нагнал его в Голландии и пожаловался Петру на оставленного на время отсутствия царя в России главой правительства начальника Преображенского приказа князя Ф. Ю. Ромодановского, который в пьяном виде по невыясненной до сих пор причине, якобы, приказал пытать Я. В. Брюса калёным железом. От пыток у Я. В. Брюса была серьёзно повреждена рука. Узнав от самого Я. В. Брюса об этом безобразии царь Пётр писал Ф. Ю. Ромодановскому: «Зверь! Долго ль тебе людей жечь! И сюда раненые от вас приехали. Перестань знаться с Ивашкою. Быть от него роже драной!». «Ивашкой Хмельницким» в окружении Петра называли алкоголь. Ф. Ю. Ромодановский так ответил царю: «В твоём письме написано ко мне, будто я знаюсь с Ивашкой Хмельницким, и то, господин, неправда: некто к вам приехал прямой московской пьяной, да сказал в беспамятстве своём. Неколи мне с Ивашкой знаться — всегда в кровях омываемся. Ваше то дело на досуге стало знакомство держать с Ивашкою, а нам не досуг! А что Яков Брюс донёс, будто от меня руку обжёг, и то сделалось пьянством его, а не от меня». До сих пор неизвестно, кто здесь говорил неправду, вечно пьяный и, в силу своих обязанностей начальника Преображенского приказа, крайне жестокий, но безукоризненно честный Ф. Ю. Ромодановский или образованнейший человек тогдашней России, потомок шотландских королей Я. В. Брюс. Возможно, в пьяной ссоре они оба плохо помнили обстоятельства ожога руки Я. В. Брюса. По крайней мере для обоих этот эпизод остался без последствий.
В следующем году Брюс, в числе 16 избранных лиц, поехал с царём в Лондон и подробно осматривал различные технические заведения и мастерские как в Лондоне, так и в Вулвиче. Оставшись после отъезда Петра в Лондоне, Брюс писал отсюда царю письма и по его поручению переводил разные книги.
В 1699 году он находился уже в Москве и писал Петру о том, как примечать «потемнения солнца», а также, вместе с Вейде, составлял воинские артикулы по иностранным законам. В те годы он состоял членом Нептунова общества, под председательством Лефорта, устраивавшего тайные встречи наверху Сухаревой башни в Москве, где занимались они, как передавала невежественная молва, чернокнижием.

### Северная война
В 1700 году Брюс помогал царю в приготовлениях его к войне с Швецией. Для пресечения путей шведам в Ижорскую землю Брюс был послан с отрядом войск, но прибыл довольно нескоро, потому что не мог собрать войска, стоявшие в разных местах, и тем навлёк на себя непродолжительный гнев царя — уже в декабре 1700 года, после Нарвской конфузии, он получил чин генерал-майора.
В 1701 году Брюс принял Новгородский приказ вместо взятого в плен при Нарве князя И. Ю. Трубецкого. По этой должности он обязан был заботиться об изготовлении всякого рода воинских снарядов для армии и о доставлении их в Ладогу Б. П. Шереметеву, а потом к Нотебургу.

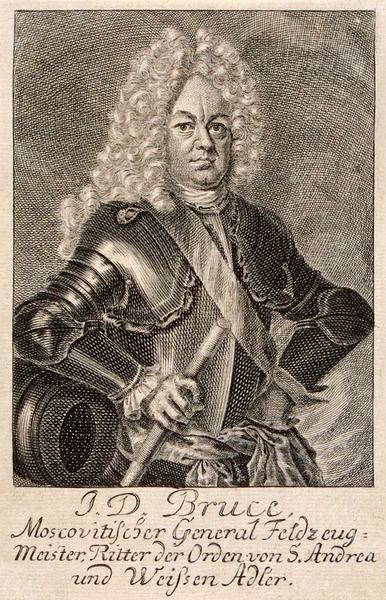
Гравюра 1710-х гг.

Вскоре Брюс сам был назначен к армии, стоявшей под стенами Шлиссельбурга. Он получил командование всей русской артиллерией (51 осадное орудие, не считая полевой артиллерии) и проявил в присутствии Петра I качества умелого артиллерийского начальника: перед штурмом Нотебурга артиллерия создала в городе несколько больших пожаров, хоть и не смогла пробить брешей в толстых стенах крепости. Пётр был доволен действиями Брюса, отметив в сообщении о победе, что «артиллерия наша зело чудесно дело своё исправила». В 1703 году Брюс участвовал во взятии Ниеншанца (крепость капитулировала после суточной артиллерийской бомбардировки без штурма), присутствовал при закладке крепости Санкт-Петербурга, после чего двинулся к Копорью.
В 1704 году Брюс был официально назначен исправлять должность генерал-фельдцейхмейстера русской армии (занимавший ей царевич Александр Имеретинский с 1700 года находился в шведском плену после битвы при Нарве). Его деятельность на этому посту единодушно оценивается современниками высоко: он разработал единую систему измерения всех частей артиллерийского орудия на основе калибра орудия, ввёл единообразные систему измерения и терминологию в артиллерийском деле, отвечал за производство боеприпасов и за их строгую приёмку при доставке в армию, участвовал в разработке новых образцов орудий и в усовершенствовании уже имеющихся, он же отвечал за обеспечение армии шанцевым инструментом и т. д.
Успешно руководил артиллерией при осаде и штурме Нарвы в 1704 году, затем командовал артиллерией во время войны в Польше в 1705 году; с 1706 года — генерал-поручик от артиллерии, сражался при Калише, затем получил приказание строить мост через Днепр наскоро для перехода армии, после чего вместе с царём следовал к Смоленску.
Он был на совете генералов в начале 1707 года, где обсуждался вопрос, иметь ли баталию с неприятелем в самой Польше или при границе; на этом совете решено было в Польше её не давать, «понеже трудно иметь ретираду», если бы какое несчастье случилось.
В кампании 1708—1709 годов сражался при Лесной, а за пять дней до Полтавской битвы писал царю, что им прочтена «книга Кугорна», и он немедленно пришлёт её Его Величеству.
В Полтавской битве командовал всей русской артиллерией, сыгравшей важную роль в победе, через несколько дней участвовал в капитуляции шведской армии у Переволочны. Получил за эти заслуги из рук самого царя высший в России орден Св. Андрея Первозванного. Участвовал далее в триумфальном въезде Петра І в Москву 24 декабря 1709 года.
В мае 1710 г. Брюс приплыл с артиллерией по Двине в Юнгергоф под Ригу, участвовал во взятии этого города Шереметевым 4 июля 1710 г. и в церемониальном вступлении его в Ригу. После этого Пётр I поручил Брюсу ехать в Данциг и требовать с города уплаты контрибуции, причитавшейся ещё за польскую войну. Это поручение заставило Брюса не раз ездить в Данциг и Эльбинг, отправлять обязанности не только артиллерийского генерала, но и дипломата, вести большую переписку с царём.
В 1711 году Пётр вызвал Брюса к армии, выступавшей в Прутский поход. На совете у берегов Днестра близ Сорок, Брюс, как и многие другие, настаивал идти вперёд и при дальнейшем движении армии всегда находился впереди со своей артиллерией. После кончины А. А. Имеретинского Брюс был утверждён в должности генерал-фельдцейхмейстера 3 августа 1711 года.

### Странствия по Европе

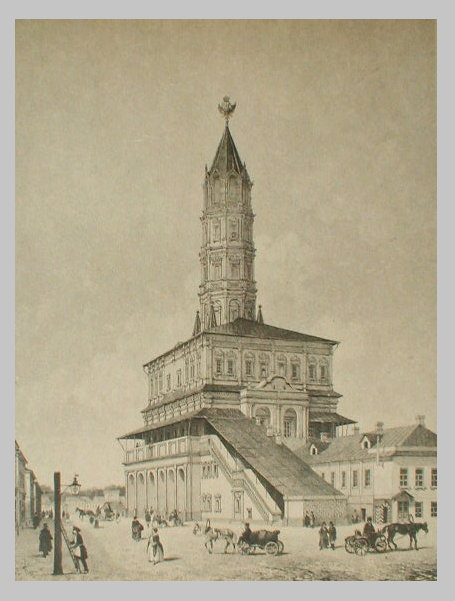
Сухарева башня, связанная в старомосковских преданиях с именем Брюса

Брюс заведовал российским книгопечатанием с 1706 года, когда в его ведение была передана Московская гражданская типография. Самым известным её изданием начала XVIII в. был так называемый Брюсов календарь, вышедший в свет в 1709 году (в год Полтавской битвы) и названный так оттого, что на всех книгах, издававшихся в Москве, стояла пометка, что они печатаются под надзором Брюса.
Брюс сопровождал Петра І в его поездке в Карлсбад вместе с супругою и ездил при этом по разным городам Европы с целью подыскать и нанять для русской службы опытных офицеров, а также всякого рода искусных мастеров. После бракосочетания царевича Алексея с принцессою Вольфенбюттельской сидел за ужином по левую руку царевича. Равным образом он тогда же познакомился в Торгау с Лейбницем, с которым вёл потом переписку.
В 1712 г., во время похода против шведов в Померанию и Голштинию, Брюс командовал не только одною русской артиллерией, но также датскою и саксонскою и по окончании этого похода снова ездил по Германии для найма искусных людей на русскую службу. Возвратясь в конце этого года в Россию, Брюс по поручению царя занялся разбором земель рылян и курчан, но уже в 1713 г. Пётр снова отправил его в Берлин и Германию для найма мастеров и для покупки художественных произведений.

### Гражданская служба
По возвращении в Россию Брюс посещал ежедневно царевича Алексея, при котором находилась и его супруга Марья Андреевна (рождённая Маргарита Мантейфель, от которой Брюс детей не имел). В 1714 году вместе с Меншиковым обвинён в хищении казны, но освобождён от наказания личным указанием Петра I, который приказал ограничиться обнародованием приговора.
Брюс в начале 1720-х вёл переписку с нюрнбергским картографом и издателем Иоганном Баптистом Хоманном, снабжая его по указаниям императора Петра I новейшими российскими картографическими материалами: открытиями на Каспии и Камчатке, а также переводил разные книги по царскому приказу и начал собирать в своём доме кабинет редкостей, завещанный им Петербургской академии. Привлекался к составлению воинского артикула.
На Аландском конгрессе вместе с Остерманом вёл переговоры о мире со шведами и после долгих препирательств только 23 августа 1718 г. успел заключить прелиминарный трактат в 23 статьи, который однако король шведский Карл XII подписать не захотел.
В 1717 году Брюс получил назначение сенатором и президентом Мануфактур-коллегии, а в 1719 году президентом Берг-коллегии, которая была выделена из состава предыдущей по его настоянию. В этой должности он получил исключительное право «апробовать» изделия кожевенных мастеров и выдавать им свидетельства на это звание, также ведал всеми российскими заводами и различными крепостными сооружениями.
Возглавлял Монетную канцелярию. При участии Брюса было упорядочено денежное обращение России.
На Ништадтском конгрессе Брюс, возведённый 18.02.1721 в графское достоинство, представлял интересы России вместе с Ягужинским. Вскоре ему удалось подписать Ништадтский мир, за который Пётр очень благодарил Брюса и пожаловал ему пятьсот дворов в Козельском уезде, а также подмосковную усадьбу Глинки.
Во время судебного процесса между Скорняковым-Писаревым и Шафировым Брюс как человек, не подозрительный обеим сторонам, был назначен первым членом комиссии верховного генерального суда, делал обеим сторонам запросы и осудил Шафирова на смертную казнь.

### Вклад в науку и образование
Брюс был одним из образованнейших людей России, естествоиспытателем и астрономом, и владел весьма крупной для своего времени библиотекой, насчитывавшей около 1500 томов, почти исключительно научно-технического и справочного содержания. Он нигде не учился и всего добился самообразованием.
Он составил русско-голландский и голландско-русский словари, первый печатный русский учебник по геометрии, перевёл на русский «Космотеорос» Х. Гюйгенса.
В 1699 году в Амстердаме была выпущена в свет Яном Тессингом гравированная географическая карта без заглавия, но с посвящением царю Петру Алексеевичу, западной и южной России Юрия фон Менгдена и Якова Брюса — первая географическая карта составленная русскими в России.
В период войны со шведами разработал скорострельные пушки и мощный порох, новые виды картечи и бомб.
В 1702 году Брюс открыл первую в России обсерваторию при Навигацкой школе в Москве, которой руководил. Школа помещалась в Сухаревой башне, построенной в 1695 году и сильно контрастировавшей с архитектурой патриархальной Москвы. Возможно, именно поэтому народная молва приписывала Брюсу славу чернокнижника и чародея.
Яков свободно владел шестью европейскими языками, а его «кабинет курьёзных вещей» был единственным в своём роде в России и после смерти Брюса влился в Кунсткамеру Академии наук.
Брюс инициировал разведку полезных ископаемых.
Считается одним из основных создателей русской артиллерии, заложившим основы её унификации и управлению ею на войне, а также и выдающимся учёным-артиллеристом.

### Жизнь в уединении

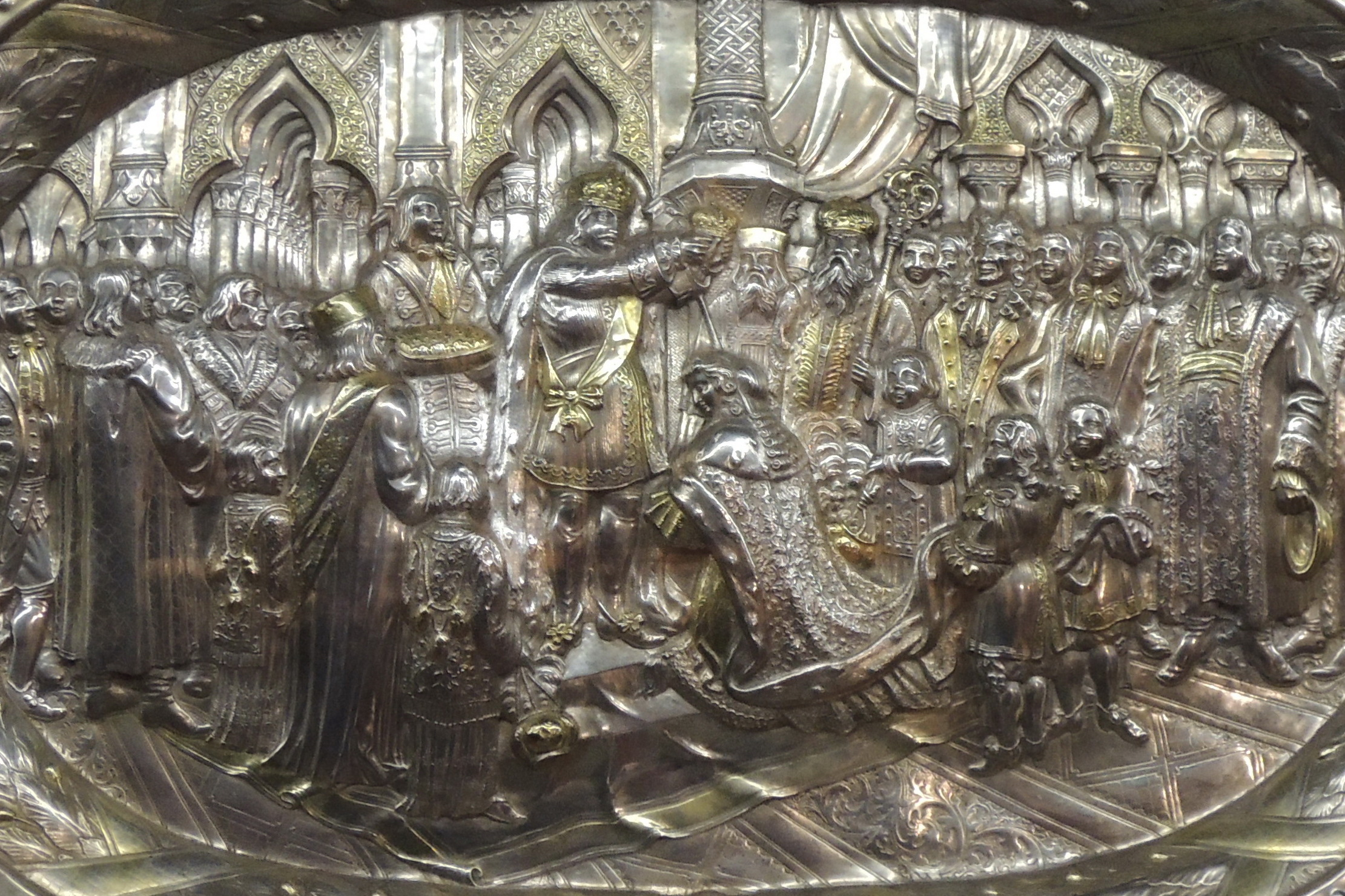
Блюдо «Коронация Екатерины I». Москва, 1724—1727. Мастер Николай Федоров. На серебряном блюде изображен один из центральных моментов первой российской коронации, состоявшейся в Успенском соборе Московского Кремля 7 мая 1724 года: возложение Петром Великим императорской короны на жену Екатерину. Слева за фигурой Петра изображен граф Я. В. Брюс с золоченой подушкой для короны в руках. Именно он внёс новый символ монаршей власти в собор.

В день коронования Екатерины І в 1724 г. Брюс нёс перед Петром І в собор новосделанную великолепную корону и после того заперся дома и не занимался ни службой, ни артиллерией, ссылаясь на расстроенное здоровье. Перед кончиною Петра І Брюс был вместе со всею знатью во дворце, но на совете первейших чинов 28 января не принимал участия. Он получил поручение заботиться о погребении умершего императора и носил титул верховного обер-маршала печальной комиссии.
Брюс оставался по-прежнему во главе артиллерии, но с воцарением Екатерины I деятельность его прекратилась. Хотя 21 мая 1725 г. Брюс был награждён орденом Св. Александра Невского (при самом его учреждении), он оставался в стороне от дел и подал 06.06.1726 просьбу об отставке, после чего был уволен с чином генерала-фельдмаршала.
Он поселился в любимом своём поместье Глинки (пожалованное село Глинково) в сорока с небольшим верстах от Москвы (ныне в черте города Лосино-Петровский). По уверениям ряда авторов, на склоне лет Брюс бился над секретом точного метода вычисления удельного веса металлов и очистки их от посторонних примесей. «В Глинках бытовал рассказ о том, как к Брюсу в ночные часы прилетал огненный дракон», а также история, что будто бы «в жаркий июльский день он к удовольствию гостей обратил пруд в парке в каток и предложил кататься на коньках».
В 1732 году получил в собственность подмосковное «село Перово с деревней Тетеревниковкою». Яков Брюс скончался 19 (30) апреля 1735 года и был похоронен в лютеранской церкви Святого Михаила в Немецкой слободе. Графский титул он намеревался передать своему племяннику, Александру, что и было исполнено в 1740 году. Академии наук «на пользу общественную» он завещал богатый свой кабинет, состоявший из разных физических и астрономических инструментов, который считался одним из первых в его время, а также своё собрание монет, медалей и рукописей.

## Семья
В январе 1695 года Яков Брюс женился на дочери генерал-поручика русской службы Генриха Цеге фон Мантейфеля Маргарите (13 июля 1675 — 30 апреля 1728, в России — Марфа Андреевна Цей). Их две дочери умерли в раннем детстве. В 1715 году Марфа Брюс была приставлена к беременной цесаревне.
После смерти супруги Яков Вилимович жил одиноко. Его имения после смерти владельца перешли к сыну старшего брата, генерал-поручику Александру Романовичу Брюсу, который назвал в честь дяди своего единственного сына Яковом.

## Отзывы современников
Испанский посол при российском дворе в 1727—1730 годах герцог Лирийский в своих записках отзывается о нём так:

Он служил с величайшим отличием, и Петр I очень уважал его; одарённый большими способностями, он хорошо знал своё дело и русскую землю, а неукоризненным ни в чём поведением он заслужил общую к себе любовь и уважение.

## Находки XX века
В 1929 году на месте захоронения в Москве во время рытья котлована были обнаружены останки Брюса и его жены Марфы Андреевны. Одежда Брюса — камзол, шитый золотом, звезда ордена Святого Андрея Первозванного и ботфорты были отреставрированы и помещены в Государственный исторический музей.

## Память
В топонимах
- Брюсов переулок в Москве.
- Брюсовская улица в Санкт-Петербурге.

Учреждения
- Брюсовская гимназия 192 в Санкт-Петербурге.

## Отражение в искусстве
Персонаж нижеследующих произведений.
Литературные
- Неоконченный роман И. Лажечникова «Колдун на Сухаревой башне» (1840).
- В повести Ивана Тургенева «Клара Милич» (1883) отец даёт своему сыну имя Яков, считая себя «правнуком — не по прямой линии, конечно, — знаменитого Брюса».
- В книге Александра Чаянова «Необычайные, но истинные приключения графа Фёдора Михайловича Бутурлина» (1924) граф Яков Брюс — зловещий чародей, повелевающий судьбами.
- В фантастическом романе А. Г. Лазарчука и М. Г. Успенского «Посмотри в глаза чудовищ» (1997) является одним из главных героев, членом тайного общества «Пятый Рим».
- В серии книг «Тайный город» (с 2001) Вадима Панова упоминается как хранитель Чёрной Книги.
- Фантастический роман Злотникова Р. В. «2012. Точка перехода» (2009)
- Несколько раз упоминается в фантастических романах Александра Бушкова «Поэт и русалка» и «Чернокнижники» (2011, из серии «Мамонты»).
- В романе Александра Голодного «Ставка больше, чем смерть. Металл армагеддона» (2012) Яков Брюс является одним из ключевых персонажей.

Кинематографические
- Сериал «Временщик» (2014)
- Исторический фэнтези-мультфильм «Тайна Сухаревой башни. Чародей равновесия» (2014)
- Сериал «Квест» (2015). В роли Юрис Стренга